# Oplodontha pulchriceps
Oplodontha pulchriceps är en tvåvingeart som först beskrevs av Friedrich Hermann Loew 1858.  Oplodontha pulchriceps ingår i släktet Oplodontha och familjen vapenflugor. Inga underarter finns listade i Catalogue of Life.